# Leistungssport (Zeitschrift)
Die Zeitschrift Leistungssport erscheint seit 1971 alle zwei Monate und wird vom Deutschen Olympischen Sportbund herausgegeben. Chefredakteur war von Heft 1 bis 2017 Peter Tschiene, von 2018 an Helmut Nickel und seit 2024 Ilka Seidel. Die Zeitschrift hat sich von Anfang an den trainingswissenschaftlichen Erkenntnissen des Ostblocks geöffnet und war die erste Sportwissenschaftliche Zeitschrift, die durch die Aufnahme von Günter Thieß aus Magdeburg die Spaltung von Ost und West beendete.  Sie galt als die führende trainingswissenschaftliche Zeitschrift der westlichen Welt. Die DDR-Zeitschrift Theorie und Praxis des Leistungssports wurde nach der Wende eingestellt. Beide Zeitschriften sind im Institut für Angewandte Trainingswissenschaft digitalisiert kostenfrei abrufbar. Seit 2024 verzichtet die Zeitschrift auf ein wissenschaftliches Komitee.

## Häufigste Autoren
In den ersten 40 Jahren des Erscheinens der Zeitschrift haben die folgenden Autoren die meisten Beiträge veröffentlicht:
- Eike Emrich
- Günter Hagedorn
- Erwin Hahn
- Georg Huber
- Winfried Joch
- Joseph Keul
- Arnd Krüger
- Klaus Lehnertz
- Dietrich Martin
- Peter Tschiene